# Иовин
Иовин (лат. Jovinus; казнён в 413 году) — римский император-узурпатор в Галлии в 411—413 годах.

## Биография
Иовин был выходцем из знатной галльской семьи с юга Галлии. Его родственником (дядей или дедом) был консул Флавий Иовин.
После разгрома галльского узурпатора Константина III в 411 году и возвращения войск императора Гонория в Италию, Иовин захватил власть в Могонциаке при поддержке аланов под начальством Гоара и германцев-бургундцев Гунтиария. В начале 412 года готы Атаульфа из Италии вторглись на территорию Галлии и начали переговоры с Иовином. Переговоры прервались, когда враг Атаульфа, готский вождь Сар предложил свои услуги узурпатору. В том же году Иовин провозгласил своего брата Себастиана августом, т.е соправителем.
После этого Атаульф возобновил переговоры, но уже с императором Гонорием. Когда Гонорий принял условия вождя готов, тот осадил Иовина в Валенсии. После взятия города Иовин попал в плен и был передан имперским властям. Его и Себастиана казнил префект претория Клавдий Постум Дардан. Их головы были отосланы к Гонорию и выставлены на всеобщее обозрение
Монеты Иовина чеканили в Арле и Трире.